# 全俄技术物理科学研究所
全俄技术物理科学研究所（俄语：Всероссийский научно-исследовательский институт технической физики），位于俄罗斯联邦车里雅宾斯克州斯涅任斯克。是一家俄罗斯联邦核武器研制机构。隶属于俄羅斯國家原子能公司。 

## 历史
五十年代中期，第11设计局（全苏实验物理科学研究所）副总设计师基里尔·伊万诺维奇·晓尔金主张在乌拉尔地区建立第二核武器研究中心，这便是“车里雅宾斯克-70”，它是“阿尔扎马斯-16”的翻版。晓尔金认为，这有助于在两个中心之间营造相互竞争的学术氛围，推动研究工作的顺利进行，并亲自担任了中心科研负责人。最初该所称第1011科学研究所，专家来自核物理、高压物理、流体力学、数学建模、核装置设计和技术工作、核效果检测。附设的试验工厂用于型号的原型研制。
基里尔·伊万诺维奇·晓尔金是首任科学负责人。1960年因政治原因离任后，由叶夫根尼·伊万诺维奇·扎巴巴欣接任并工作了25年直至病逝。
苏联一半以上的核弹型号由该所研制：
- 苏联第一种入役的热核武器 (1957).[5]
- 柴电潜艇上部署的R-13（英语：R-13 (missile)）弹道核导弹 (1960).[5]
- 完成第一种氢弹 (1962).[5]
- 152 mm核炮弹，是最小的核弹(1975).
- 战略火箭军最轻的核弹头
- 和平目的，用于工程爆破，耐储存、抗高压（至750 atm）、耐热（至120 °C）的核弹
- 抗震、抗过载12000 g的核弹
- 消耗裂变材料最为经济的核弹
- 积极参与了俄罗斯和平核爆炸计划的制定和实施，并在某些领域做出了决定性的贡献。在苏联进行的124次和平核爆炸中，75起使用了该所开发的80件核爆炸装置。

1966年7月29日因研制新的特种技术并成功实现方案，获得列宁勋章。1980年10月16日获得十月革命勋章。
根据俄罗斯联邦总统的法令，高压科学研究中心和全俄电工技术研究所分别于2016年、2017年并入该所，成为其分支机构。

## 历任所长
- 1955—1961 — 德米特里·叶菲莫维奇·瓦西里耶夫（俄语：Васильев,_Дмитрий_Ефимович）
- 1961—1964 — 鲍里斯·尼古拉耶维奇·列杰涅夫（俄语：Леденёв, Борис Николаевич）
- 1964—1988 — 乔治·帕夫洛维奇·罗明斯基（英语：Georgy Pavlovich Lominsky）
- 1988—1996 — 弗拉基米尔·季诺维耶维奇·内谢（俄语：Нечай, Владимир Зиновьевич），因无力支付职工的工资而开枪自杀[6][7]
- 1996—1998 — 叶夫根尼·尼古拉耶维奇·阿夫罗林（英语：Yevgeny Avrorin）
- 1998—2012 — 乔治·尼古拉耶维奇·雷科瓦诺夫（英语：Georgy Nikolaevich Rykovanov）
- 2012 — 米哈伊尔·叶夫根尼耶维奇·热列兹诺夫（俄语：Михаил Евгеньевич Железнов）

## 著名科学家
- 列昂尼德·伊万诺维奇·希巴尔绍夫（俄语：Шибаршов, Леонид Иванович） — 物理和数学科学博士 (1991), 列宁奖获得者 (1980), 俄罗斯联邦功勋科学工作者 (2006)
- 列昂尼德·叶夫列莫维奇·波利安斯基（俄语：Полянский, Леонид Ефремович） — 列宁奖获得者 (1967)
- 阿纳托利·谢尔盖耶维奇·博德拉舍夫（俄语：Бодрашёв, Анатолий Сергеевич） — 领先的设计师，苏联国家奖获得者
- 费利克斯·费奥多罗维奇·热罗巴诺夫（俄语：Желобанов, Феликс Фёдорович） — 列宁奖获得者
- 弗拉基米尔·埃梅利亚诺维奇·诺瓦扎耶夫（俄语：Неуважаев, Владимир Емельянович） — 物理和数学科学博士，教授, 俄罗斯联邦功勋科学工作者，苏联国家奖获得者
- 米哈伊尔·亚历山德罗维奇·比比金（俄语：Бибикин, Михаил Александрович） — 副总设计师，苏联国家奖获得者
- 尼古拉·尼古拉耶维奇·克里尔金（俄语：Криулькин, Николай Николаевич） — 苏联国家奖获得者

## 延伸閲讀
- Kiryushkin, V. D. . Snezhinsk: RFNC-VNIITF Publishing House. 2011: 38−59/.
- Kiryushkin, V. D. . Snezhinsk: RFNC-VNIITF Publishing House. 2015: 15−47/.
- Ryabova, L.D. (编).  3. G. A. Goncharov, P. P. Maksimenko. M.: Fizmatlit/State Atomic Energy Corporation Rosatom. 2009: 600  [2021-09-20]. ISBN 978-5-92211157-7. （原始内容存档于2021-06-07） （俄语）.